# Elizabethtown College
Elizabethtown College, conocida como E-town, es una universidad privada ubicada en Elizabethtown (Pensilvania), Estados Unidos de América. 

## Historia
La universidad fue fundada en 1867 por miembros de la Iglesia de los Hermanos. 

## Deportes
Elizabethtown College compite en la Landmark Conference de la División III de la NCAA, conferencia a la que se incorporó el 1 de julio de 2014. Anteriormente competía en la Commonwealth Conference de las Middle Atlantic Conferences.